# Job for a Cowboy
Job for a Cowboy é uma banda de death metal técnico estadunidense criada em 2003 em Glendale, Arizona. Originalmente a banda começou tocando deathcore, mas mudou para death metal com o álbum Genesis com a entrada do baterista Jon Rice que é conhecido pela sua agressividade na batida de Death metal e uso frequente de pedais duplos. O vocalista Jonny Davy afirmou que não havia nada contra os cristãos , afirmou que a banda não é satânica, mas achou interessante colocar em suas músicas, letras sobre as teorias do apocalipse e nova ordem mundial.
A banda já tocou em festivais internacionais de música, incluindo Download Festival, Mayhem Festival, Summer Slaughter e Wacken Open Air.

## História
Job for a Cowboy foi formado em 2003 pelo vocalista Jonny Davy, guitarristas Ravi Bhadriraju e Andrew Arcurio, baixista Chad Staples, e o baterista Andy Rysdam, com esta formação o grupo lançou em 2004 uma demo auto-intitulada contendo quatro canções. No ano seguinte eles gravaram o EP Doom—inicialmente distribuido pela própria banda—chamando a atenção do selo independente King of the Monsters, que posteriormente passou a distribuir o disco. Em 2006, após uma extensa turnê promovendo o EP Doom,  o ex-baterista Jon (the charn) Rice que entrou na banda em 2007 no surgimento do albúm Genesis, saiu da banda no final de 2013. A banda assina um contrato com a Metal Blade Records.

## Estilo musical
Job for a Cowboy começou como um grupo de deathcore, e evoluiu para um som de death metal predominantemente com o seu longa-metragem de estréia Genesis. Eles foram descritos pelo jornal The New York Times como "uma banda do Arizona com um gutural, som força bruta, descendentes (indiretamente) do hardcore punk"